# Pterygoneurum medium
Pterygoneurum medium är en bladmossart som beskrevs av Brotherus 1902. Pterygoneurum medium ingår i släktet Pterygoneurum och familjen Pottiaceae. Inga underarter finns listade i Catalogue of Life.